# Вольтерсдорфський трамвай
52°26′36″ пн. ш. 13°45′50″ сх. д. / 52.4433344° пн. ш. 13.7640061° сх. д.
Вольтерсдорфський трамвай (нім. Woltersdorfer Straßenbahn) — трамвайна лінія стандартної колії, у Вольтерсдорфі, Бранденбург, поблизу Берліна, Німеччина. 
Лінія примітна використанням історичного рухомого складу — 4 колісних трамваїв, побудованих на початку 1960-х років. 

Лінія була побудована в 1913 році, щоб сполучити Вольтерсдорф з Берлінським S-bahn. 

Це один з найменших трамвайних операторів у Німеччині 

і не розширювався за межі свого маршруту 1913 року.

## Маршрут
Лінія починається на станції Берлін-Рансдорф, де є пересадка на лінію S3 Берлінського S-Bahn. 
далі її прокладено через ліс Кепенік, де є межа Берліна та Бранденбурга, вздовж Берлінерштрассе до Вольтерсдорфа. 
На Тельманплац є коротке відгалуження до депо. 
Потім лінія прямує до лікарні Вольтерсдорф, а закінчується у Вольтерсдорфі, Шлеузе.

## Операції
Трамваї курсують що 20 хвилин, використовуючи 2 трамваї, 

з додатковим трамваєм в години пік, що забезпечує інтервал 10 хвилин. 

## Рухомий склад
Рухомий склад складається з 9 транспортних засобів «Gotha/LEW», виготовлених в 1957 — 1961 рр. 

Три трамваї Moderus Gamma LF 10 AC BD планується доставити до Вольтерсдорфа з 2023 року 